# Reinsdorf (Plauen)
Reinsdorf ist ein Stadtteil von Plauen im Stadtgebiet Süd, der 1949 eingemeindet wurde.

## Geographie
Reinsdorf liegt im südlichen Zentrum Plauens und grenzt an neun weitere Stadtteile Plauens.
| Südvorstadt | Ostvorstadt                                 | Reusa mit Sorga |
| Thiergarten | Kompassrose, die auf Nachbargemeinden zeigt | Tauschwitz      |
| Meßbach     | Oberlosa, Unterlosa                         | Stöckigt        |

Die Fläche der Gemarkung besteht zu 54,3 % aus Landwirtschaftlicher Nutzfläche und zu 35,0 % aus Wald. Die restliche Fläche sind Straßen, Wohn- und Industrieflächen.

## Geschichte
Der Ort wurde 1263 als  Abecz de Reynoldesdorf  erwähnt. Es handelte sich um eine Gutssiedlung mit Häuserzeilen in Gutsblockflur. Reinsdorf gehörte bis ins 19. Jahrhundert zum Amt Plauen. Die Gemeinde gehörte später zur Amtshauptmannschaft Plauen, die später in „Landkreis Plauen“ umbenannt wurde. 1949 wurde sie in die damals noch kreisfreie Stadt Plauen eingemeindet.
Der Herrensitz Reinsdorf war von 1635 bis 1800 in den Händen  der Familie von Reibold. Namhaft ist zu Beginn Hans Christoph d. Ä. von Reibold-Polenz (1594–1681), Herr mehrerer Güter, auch von Reinsdorf, liiert mit Agnes von Ponickau-Pomßen. Ein Nachfahre ist Gottlob August von Reibold (1664–1716), seines Zeichens Kammerherr und Ritter des Johanniterordens, verheiratet mit Eleonore Marie von Gersdorff-Mückenhain. Später folgen Hans sen. von Reibold-Reinsdorf sowie Hans jun. von Reibold-Reinsdorf, die beide Frauen aus der Familie von Watzdorf heirateten. 1712 belehnte die Obergreizer Vormundsherrschaft den Königlich Polnischen und Königlich Sächsischen Oberforstmeister Hans von Reibold auf Reinsdorf und Rößnitz mit dem Mannlehngut Görschnitz. 1775 verheiratete sich die Tochter des Offiziers der sächsischen Gardes du Corps Philipp Ferdinand von Reibold (1714–1801) auf Reinsdorf und seiner Gemahlin Johanne Kölbel von Geising, Caroline Christiane von Reibold, mit Christian von Tümpling.
Dann übernahm bald das Adelsgeschlecht derer von Tümpling das Gut in Reinsdorf. Letzte Gutsbesitzer auf Reinsdorf waren der Schloßhauptmann, Major z. D. Wolf Ferdinand von Tümpling, und dann sein Sohn, der Jurist und Oberregierungsrat Arwed von Tümpling (1903–1964). Etwa 1915 betrug die Gutsgröße 361 ha. Nach dem letztmals Anfang der 1920er Jahre amtlich publizierten Güter-Adressbuch Sachsen hatte das Rittergut einen Umfang von 352 ha, Gutsverwalter war Forstmeister A. Pflug. Die anderen Flächen blieben an M. Münch verpachtet. Arwed von Tümpling-Reinsdorf lebte nach der Enteignung durch die Bopdenreform in den 1960er Jahren mit seiner Familie in Bayern und war Firmen-Direktor. Sein Sohn Wolf von Tümpling hat mit Familie 1993 den alten Stammsitz Schloss Tümpling in Thüringen zurückerworben.

### Einwohnerentwicklung
Entwicklung der Einwohnerzahl:
| - 1557: 09 - 1764: 020 - 1834: 145 - 1871: 238 | - 1890: 346 - 1910: 475 - 1925: 383 - 1939: 411 | - 1946: 335 - 2002: 715 |

## Öffentlicher Nahverkehr
Der mittlere Teil von Reinsdorf ist über die PlusBus-Linie 90 des Verkehrsverbunds Vogtland im Stundentakt mit Plauen, Oelsnitz, Schöneck und Klingenthal verbunden. Durch den östlichen Teil verkehrt die TaktBus-Linie 92 zwischen Plauen und Bad Elster über Adorf.
Direkt an der nördlichen Grenze zur Südvorstadt liegt die gleichnamige Endhaltestelle der Straßenbahn Plauen, die im 15-Minuten-Takt Verbindungen in die Innenstadt anbietet.